# Lijst van voetbalinterlands Djibouti - Niger
Deze lijst van voetbalinterlands is een overzicht van alle officiële voetbalwedstrijden tussen de nationale teams van Djibouti en Niger. De Afrikaanse landen hebben tot op heden twee keer tegen elkaar gespeeld. De eerste ontmoeting, een kwalificatiewedstrijd voor het Wereldkampioenschap voetbal 2022, werd gespeeld in Marrakesh (Marokko) op 6 september 2021. Het laatste duel, de returnwedstrijd in dezelfde kwalificatiereeks, vond plaats op 15 november 2021 in Niamey.

## Wedstrijden
| № | Plaats    | Datum            | Competitie           | Wedstrijd        | Uitslag |
| - | --------- | ---------------- | -------------------- | ---------------- | ------- |
| 1 | Marrakesh | 6 september 2021 | WK 2022 kwalificatie | Djibouti − Niger | 2 − 4   |
| 2 | Niamey    | 15 november 2021 | WK 2022 kwalificatie | Niger − Djibouti | 7 − 2   |

## Samenvatting
| Competitie      | Totaal gespeeld | Winst Djibouti | Gelijk | Winst Niger | Doelsaldo Djibouti – Niger |
| --------------- | --------------- | -------------- | ------ | ----------- | -------------------------- |
| WK-kwalificatie | 2               | 0              | 0      | 2           | 4 − 11                     |
| Totaal          | 2               | 0              | 0      | 2           | 4 − 11                     |

FDF · A-internationals · Djiboutiaans vrouwenelftal · Olympisch elftal · 
1990 – 1999 ·
2000 – 2009 ·
2010 – 2019 ·
2020 − 2029
1994 · 
1995 · 
1996 · 
1997 · 
1998 · 
1999 · 
2000 · 
2001 · 
2002 · 
2003 · 
2004 · 
2005 · 
2006 · 
2007 · 
2008 · 
2009 ·
2010 · 
2011 · 
2012 ·
2013 ·
2014 ·
2015 · 
2016 ·
2017 ·
2018 ·
2019 ·
2020 ·
2021 ·
2022 ·
2023 ·
2024
Algerije ·
Burkina Faso ·
Burundi ·
Comoren ·
Congo-Kinshasa ·
Egypte ·
Equatoriaal-Guinea ·
Eritrea ·
Ethiopië ·
Gambia ·
Guinee-Bissau ·
Jemen ·
Kenia ·
Libanon ·
Liberia ·
Malawi ·
Mauritius ·
Namibië ·
Niger ·
Oeganda ·
Pakistan ·
Rwanda ·
Sierra Leone ·
Soedan ·
Somalië ·
Swaziland ·
Tanzania ·
Togo ·
Tunesië ·
Zambia ·
Zimbabwe ·
Zuid-Soedan
FNF · Nigerees vrouwenelftal
Interlands
Tegenstander:
Algerije ·
Angola ·
Benin ·
Botswana ·
Burkina Faso ·
Burundi ·
Congo-Brazzaville ·
Congo-Kinshasa ·
Djibouti ·
Egypte ·
Equatoriaal-Guinea ·
Ethiopië ·
Gabon ·
Gambia ·
Ghana ·
Guinee ·
Ivoorkust ·
Kaapverdië ·
Kameroen ·
Lesotho ·
Liberia ·
Libië ·
Madagaskar ·
Mali ·
Marokko ·
Mauritanië ·
Mozambique ·
Namibië ·
Nigeria ·
Oeganda ·
Oekraïne ·
Senegal ·
Sierra Leone ·
Soedan ·
Somalië ·
Swaziland ·
Tanzania ·
Togo ·
Tsjaad ·
Tunesië ·
Zambia ·
Zuid-Afrika